# Luigi Arcangeli
Luigi Arcangeli (ur. 16 czerwca 1894 roku w Savignano sul Rubicone, zm. 23 maja 1931 roku w Monzy) – włoski kierowca wyścigowy i motocyklista.

## Kariera
Arcangeli rozpoczął karierę w wyścigach motocyklowych w latach 20. W 1927 roku poświęcił się głównie startom samochodowym w wyścigach Grand Prix oraz innych wyścigach organizowanych we Włoszech. W 1928 roku odniósł pierwsze zwycięstwo w karierze samochodowej - we włoskim wyścigu Circuito di Senigallia. Największe sukcesy odnosił w sezonie 1930, kiedy wygrywał wyścigi Sila Cup, Sud circuit, Tre Province circuit oraz Grand Prix Rzymu. Stawał również na drugim stopniu podium w Grand Prix Trypolisu i Grand Prix Monzy. W 1931 roku był klasyfikowany w Mistrzostwach Europy AIACR. Z dorobkiem 24 punktów uplasował się na 57 pozycji w końcowej klasyfikacji kierowców. Zginął w wypadku podczas treningu przed Grand Prix Włoch na torze Monza.